# Nicolai Hansson
Nicolai Hansson (født 1977) er en dansk tv-vært, der bl.a har været vært på programmet "Sommer Summarum" i sommeren 2006 sammen med Iben Maria Zeuthen.
Derudover har han og Iben Maria Zeuthen også været værter i "Absalon live" i december måned 2006. Han har været vært i programmet "Under Åben Himmel" i 2007 sammen med Johnny Reimar.
Nicolai Hansson blev i 2014 hentet til Nordisk Film Tv for at blive vært på TV2 programmet Go' aften Danmark, hvor han fortsat er vært. Han kom fra en stilling som Redaktionschef og udvikler hos tv-produktionsselskabet STV Production A/S.